# 666 (stripreeks)
666 (ook wel 6666) is een Franse stripreeks over een poging van Lilith om vanuit de hel de wereld te veroveren.

## Inhoud
Lilith valt in opdracht van de Satan aan het hoofd van een demonenleger de aarde binnen via een dimensionale poort. Aanvankelijk is de Aarde verrast, maar onder leiding van Vader Carmody proberen de Verenigde Naties en alle wereldgodsdiensten de invasie af te slaan. Men gebruikt luchtaanvallen, een wijwaterkanon en zelfs atoomwapens. De invasie wordt tot staan gebracht en teruggedreven, maar Lilith zet een wanhoopsoffensief in.

## Albums
- Ante demonium (1993)
- Allegro demonio (1994)
- Demonio Fortissimo (1996)
- Lilith Imperatrix Mundi (1997)
- Atomik requiem (1998)
- Missa Dicta Est (2000)
- Habemus Papam (2004)
- Civis pacem parabellum (2006)

## Trivia
- De laatste 2 delen verschenen onder de naam 6666.